# Alveolarna proteinoza
Alveolarna proteinoza je difiizno oboljenje pluća koje karakteriše akumulacija u alveolama, gustog granuliranog sadržaja bogatog proteinima i lipidima, bez promena u alveolarnom plućnom intersticijumu. Ovo jako retko oboljenje prvi put je opisaono 1958. godine, a njeno uspešno lečenje, lavažom pluća koja se radi u opštoj anesteziji specijalnom opremom, započelo je 1960. godine.

## Nazivi
Alveolar proteinoza - Plućna alveolarna pproteinoza - Plućna alveolarna fosfolipoproteinoza  - Alveolar lipoproteinoza fosfolipoidoza.

## Istorija
Alveolarnu proteinozu prvi su opisali 1958. godine  lekari Semjuel Rozen, Bendžamin Kaslman i Averil Libou.  U svojoj seriji slučajeva objavljenoj u New England Journal of Medicine 7. juna 1958. godine, oni su opisali 27 pacijenata sa patološkim dokazima o pozitivnom materijalu koji ispunjava alveole. Ovaj materijal bogat lipidima je kasnije prepoznat kao surfaktant.
Dr Hose Ramirez-Rivera iz Veterans' Administration Hospital u Baltimoru 1960. godine prijavii je lečenj alveolarnr proteinoze korišćenjem terapeutskog bronhoalveolarnog ispiranja,  koji je prvo opisaan kao ponovljena „segmentna lavaža)“ ili kao način fizičkog uklanjanja nagomilanog alveolarnog materijala.

## Epidemiologija
Od alveolarne proteinoze najčešće obolevaju osobe između 20. i 50. godine starosti, dok je zastupljenost bolesti po polu češća kod muškaraca i. Većina pacijenata su pušači duvana.
U nedavnoj epidemiološkoj studiji iz Japana, autoimuni alveolarna proteinoza ima incidencu i prevalenciju veću nego što je ranije prijavljeno i nije snažno povezan sa pušenjem duvana, profesionalnom izloženošću ili drugim bolestima. Endogena lipoidna pneumonija i nespecifični intersticijski pneumonitis primećeni su pre razvoja alveolarne proteinoze kod dece.

## Etiopatogeneza
Alveolarna proteinoza nastaje zbog ne uklanjanja viška surfaktanta od strane alveolarnih makrofaga, što rezultuje prepunjenošću alveole surfaktantima. Kod novorođenčadi sa znacima kongenitalne аlveolarnе proteinozе obično se identifikuju određeni genetski uzroci prekomerne akumulacije surfaktanta u plućima: najčešće su to mutacije gena koji kodiraju strukturu proteina surfaktanta, odnosno GM-CSF ili njegovog receptora.
Kod odraslih, u 90% slučajeva, dokazan je autoimuni mehanizam za nastanak аlveolarnе proteinozе, o čemu svedoči tečnost za ispiranje alveola u supernatantu ili u krvnom serumu са poliklonskim autoantitelima protiv GM-CSF. Sekundarna alveolarna proteinoza nastaje nakon upotrebe citostatika, infekcije i akutne silikoze.
- Patološke promene na plućima

Glavna veza u patogenezi AP je kršenje metabolizma surfaktanta.  

### Genetika
Nasledna plućna alveolarna proteinoza je recesivno genetsko stanje u kome se pojedinci rađaju sa genetskim mutacijama koje pogoršavaju funkciju CSF2 receptora alfa na alveolarnim makrofagima. Shodno tome, molekul  glasnik poznat kao faktor stimulacije granulocita/makrofaga-kolonija (GM-CSF) nije u stanju da stimuliše alveolarne makrofage da očiste surfaktant, što dovodi do poteškoća sa disanjem. Gen za CSF2 receptor alfa se nalazi u 5k31 regionu hromozoma 5, a genski proizvod se takođe može nazvati receptor faktora koji stimuliše koloniju makrofaga granulocita.

## Klinička slika
Bolesnici su u početku asimptomatski, a zatim kliničkom slikom dominira:
- dispneja (otežano disanje), prvo u naporu a kasnije se stalno i pogoršava se fizičkim opterećenjem,
- kratkoća daha,
- suv ili ređe produktivan kašalj i iskašljava obilnog želatinoznog sadržaja.
- gubitak telesne težine,
- oseća umora,
- bol u grudima,
- subfebrilne temperature, simptome superinfekcije...

## Dijagnoza
Kako je alveolarna proteinoza retko oboljenje, dijagnoza se postavlja na osnovu:
- kliničke slike,
- biopsija pluća — nakon koje sa dobija karakterističan histološki nalaz (pozitivni fosfolipidni sadržaj unutar alveola, bez pratećih promene arhitektonike pluća).
- laboratorijskih analaza — koje su nespecifične (policitemija, hiperglobulinemija, hiperlipidemija i povišene vrednosti serumske LDH i dr).[17]
- Radiografije i komjuterizovana tomografija — sa karakterističnim acinusima i mrljastim senkama u centralnim i parahilarnim delovima pluća obostrano, slično nalazu kod edema pluća u uremiji, ali bez uvećane srčane senke.
- Ispitivanja plućne funkcije — nakon kojih se konstatuje restrikcijq i smanjen difuzioni kapacitet pluća.

Na plućnu alveolarnu proteinozu se obično prvi put posumnja kada se radi rendgenski snimak grudnog koša za nespecifične respiratorne simptome. Rendgen pokazuje bilateralne zamućenosti srednjeg i donjeg plućnog polja u leptir distribuciji sa normalnim hilusima.
Nakon bronhoalveolarnog ispiranja dobijena tečnost  je mlečna ili neprozirna i ima pozitivne mrlje kod bojenja periodičnom kiselinom. Tečnost za ispiranje karakterišu rasuti makrofagi prepuni surfaktanta, povećanje broja T ćelija i visoki nivoi surfaktanta apoproteina-A.
Torakoskopska ili otvorena biopsija pluća se radi kada je bronhoskopija kontraindikovana ili kada uzorci tečnosti nakon ispiranje nisu dijagnostički pouzdani. 
Ispitivawa koja se obično rade pre početka lečenja uključuju:
- Kompluterska tomografija visoke rezolucije pokazuje zamućenje poput brušenog stakla, zadebljane intralobularne strukture i interlobularne pregrade tipičnih poligonalnih oblika (lhaotično popločavanje). Međutim, ovaj nalaz nije specifičan, jer se može javiti i kod pacijenata sa akutnim respiratornim distres sindromom (ARDS), virusnom pneumonijom, lipoidnom pneumonijom, karcinomom bronhoalveolarnih ćelija i pneumonijom Pneumocistis jirovecii.

- Testovi plućne funkcije pokazuju smanjenje difuzionog kapaciteta za ugljen-monoksid, nesrazmerno smanjen vitalni kapacitet, rezidualni volumen, funkcionalni rezidualni kapacitet i ukupnog kapaciteta pluća.

- Merenje gasova u arterijskoj krvi mogu pokazati hipoksemiju nakon blagog do umerenog naprezana ili u mirovanju ako je bolest teža.

- Abnormalnosti laboratorijskih testova uključuju policitemiju, hipergamaglobulinemiju, povećane nivoe laktat dehidrogenaze u serumu i povećane serumske surfaktantne proteine A i D. Abnormalnosti su sugestivne, ali nisu dijagnostičke.

## Terapija
Kako je u retkim slučajevima alveolarne proteinoze bez simptoma, spontane rezolucije patološkog nalaza u plućima moguća, najverovatnije nakon pojačane fagocitoze alveolarnog sadržaja, bolest se ne leči, već samo prati.
Lečenje bolesi sa progresivnim simptomima sprovodi se  kortikosteroidima, heparinom, tripsinom, aerosol inhalacijama ekspektoransa, fiziološkog rastvorima.Lečenje protelitički  enzima nije delo rezultate.
Najefikasnija terapija je lavaža pluća koja s radi u opštoj anesteziji specijalnom opremom. Jedno pluće se inspirira a drugo je na kiseoniku. Ispiranje počinje sa 5 do 10 litara fiziološkog rastvora, da bi se kod uspešnog lečenja završila ukupnom količinom tečnosti < 50 litara. Ispiranje segmenata pluća ili pojedinih režnjeva bronhoskopskim putem manje je uspešno.
Kako su recidivi bolesti česti, lavažu treba više puta ponavljati.

## Prognoza
Iako je tok bolesti nakon lavaže celog pluća generalno dobra, generalno gledano prognoza bolesti je neizvesna. Nakon terapije:
- spontana remisija bolesti jevlja se kod jedne trećine bolesnika, sa normalizacijom kliničkog i radiografskog nalaza.
- druga trećina bolesnika dugo ostaje stabilna,
- dok kod treće trećine bolesnika boelst progredira do respiratorne insuficijencije, i/ili oportune superinfekcije i smrti.

## Spoljašnje veze
|  | Molimo Vas, obratite pažnju na važno upozorenje u vezi sa temama iz oblasti medicine (zdravlja). |